# Antitrygodes erythroconia
Antitrygodes erythroconia är en fjärilsart som beskrevs av Louis Beethoven Prout 1938. Antitrygodes erythroconia ingår i släktet Antitrygodes och familjen mätare. Inga underarter finns listade i Catalogue of Life.